# Cocoa Tea
Calvin George Scott (3 de septiembre de 1959 - 11 de marzo de 2025), más conocido como Cocoa Tea, fue un cantante y compositor de reggae jamaicano.  

## Biografía
Nacido en el pueblo pesquero de Rocky Point, parroquia de Clarendon, Jamaica,  fue uno de los cantantes más populares de Jamaica desde la década de 1980 en adelante, logrando un éxito mundial significativo en el mundo del reggae.
Hizo su primera incursión en la industria musical con tan sólo 14 años de edad en 1974, cuando lanzó "Searching In The Hills" para el sello Little Willie de Willie Francis.  Cuando la canción no tuvo éxito, el joven Calvin abandonó la industria musical por un tiempo y durante los siguientes años pasó trabajando como jockey y pescador.  Incapaz de mantenerse alejado por mucho tiempo, ganó experiencia cantando en vivo en varios sistemas de sonido antes de finalmente encontrar su camino hacia el sello Volcano de Henry "Junjo" Lawes en 1984, donde logró grandes éxitos primero con "Rocking Dolly" y luego "I Lost My Sonia", bajo el nombre de Cocoa Tea. 
En 1997 lanzó su propio sello, Roaring Lion Records,   que logró un gran éxito, lanzando canciones de algunos de los mejores artistas de la isla, incluidos Buju Banton, Louie Culture, Capleton, Cutty Ranks, Sizzla y, por supuesto, el propio "Sweet Sweet". Ganó notoriedad en marzo de 2008 después de lanzar una canción titulada "Barack Obama" en el sello en apoyo al candidato presidencial estadounidense del mismo nombre. La canción de Cocoa Tea "Jah Made Them That Way" de su álbum de 1984 Rocking Dolly, interpola "Human Nature" de Michael Jackson y "Answer Mi Question" de Dillinger. 
Murió de un paro cardíaco el 11 de marzo de 2025, a la edad de 65 años. 

## Discografía

### Álbumes
- Weh Dem A Go Do...Can't Stop Cocoa Tea (1984), Volcano
- I Lost My Sonia (1985), Volcano
- Settle Down (1985), Corner Stone
- Mr. Coco Tea (1985), Corner Stone
- Sweet Sweet Coco Tea (1985), Blue Mountain
- The Marshall (1985), Jammy's
- Cocoa Tea (1986), Jimpy's
- Come Again (1987), Jammy's
- Rikers Island (1991), VP[9]
- Rocking Dolly (1991), RAS
- Authorized (1991), Greensleeves[10]
- Kingston Hot (1992), RAS
- I Am the Toughest (1992), VP [11]
- Weh Dem A Go Do - Can't Stop Cocoa Tea (1992), VP [12]
- One Up (1993), Greensleeves [13]
- Good Life (1994), VP [14]
- Sweet Love (1994), VP
- Tune In (1994), Greensleeves [15]
- Can't Live So (1994), Shanachie
- Come Love Me (1995), VP [16]
- Israel's King (1996), VP [17]
- Holy Mount Zion (1997), Motown
- One Way (1998), VP [18]
- Unforgettable (2000), Roaring Lion
- Feel the Power (2001), VP [19]
- Tek Weh Yuh Gal (2004), Kings of Kings
- Save Us Oh Jah (2006), VP [20]
- Biological Warfare (2007), Minor7Flat5
- Yes We Can (2009), Roaring Lion
- In a Di Red (2012), VP
- Sunset in Negril (2014), Roaring Lion

### Álbumes divididos
- Corner Stone presenta "Choque de los 80" (1986), Corner Stone - Cocoa Tea y Barrington Levy
- Choque (1985), Hawkeye - Sierra de tenor y té de cacao
- Enfrentamiento Vol. 8 (1986), Hitbound - Frankie Paul y Cocoa Tea
- Otro para el camino (1991), Greensleeves - Home T, Cocoa Tea y Cutty Ranks [21]
- Holding On (1991), VP - Cocoa Tea, Shabba Ranks y Home T, también conocido como Pirate's Anthem [22]
- Sánchez conoce a Cocoa Tea (1993), Jet Star - con Sánchez
- Legit (1993), Shananchie - Cocoa Tea, Freddie McGregor y Dennis Brown
- La vibración de Israel se encuentra con el té de cacao (1999), Cactus
- Otro para el camino (Edición del 30.º aniversario de Greensleeves) (2007), Greensleeves - Home T, Cocoa Tea y Cutty Ranks [23]

### Álbumes recopilatorios
- 20 pistas de Cocoa Tea (1991), Sonidos Sónicos
- Retratos de la RAS (1997), RAS.
- En sus primeros días (1998), Piedra angular
- Lo mejor de (1999), Socadisc
- Leyendas del reggae vol. 3 (1999), solo artistas
- Reyes del Reggae (2002), Nocturno
- Vivir en Jamaica (2002), Sankofa
- Antología de reggae: El dulce sonido del té de cacao (2008), 17 North Parade [24]
- Leyendas del reggae (2009), 17 North Parade [25]
- Lo mejor del té de cacao (2012), Jammy's
- La música es nuestro negocio (2019), VP [26]